# Sippruta
Sippruta (Thalictrum thalictroides) är en art i familjen ranunkelväxter från Nordamerika. Arten har till skillnad från andra rutor blommor i en flocklik samling och därför förs den ofta till ett eget släkte, Anemonella, men detta erkänns inte av Flora of North America.

## Synonymer
Anemone thalictroides Linnaeus
Anemonella thalictroides (Linnaeus) Spach
Syndesmon thalictroides (Linnaeus) Hoffmannsegg
Thalictrum anemonoides Michaux